# Gorno Gradcze
Gorno Gradcze, Gorno Gradče (maced. Горно Градче) – wieś w północno-wschodniej Macedonii Północnej, w gminie Koczani.
Osada szybko się wyludnia; w 1994 r. liczyła już tylko 15 mieszkańców, podczas gdy jeszcze w 1964 r. żyło w niej 191 osób.